# Hestbjerg Økologi
Hestbjerg Økologi ApS er en dansk producent af økologiske grise, der har hovedkvarter ved Holstebro og har produktion på 8 lokaliteter i Vestjylland. Virksomheden er ejet af Marianne og Bertel Hestbjerg, der ejer og driver virksomheden sammen med deres familie. De har ca. 24  ansatte. Hestbjerg Økologi havde i 2020 1.450 økologiske søer og leverancer af omkring 26.000 slagtegrise om året, hvilket gjorde det til Danmarks største producent af økologiske grise. I 2023 blev produktionen skåret ned til 1.200 søer. St. Hestbjerg er en gammel familiegård med rødder tilbage til 1623. Bertel Hestbjerg er 15. generation på St. Hestbjerg. 
Hestbjerg Økologi har tre brands: Poppelgris fra Hestbjerg, som forhandles i Coop, Bertels Gris, som forhandles igennem Dansk Cater og Hestbjergs Naturgrise, som forhandles ved direkte kontakt til Hestbjerg Økologi. 
Hestbjerg Økologi tænker bæredygtighed ind i hele produktionskæden lige fra etablering af bælter med poppeltræer over overenskomstmæssige arbejdsforhold for de ansatte, til recirkulering af grisenes rodemateriale (pil og muld) og fordring med frasorterede økologiske rodfrugter.